# كأس تونس للكرة الطائرة للرجال 2003–04
كأس تونس للكرة الطائرة للرجال 2003-2004 هو الموسم رقم 48 من كأس تونس للكرة الطائرة للرجال.

فاز بهذا الموسم النادي الأولمبي القليبي.

## روابط خارجية
- الموقع الرسمي للجامعة التونسية للكرة الطائرة.